# Federação de Futebol de São Vicente e Granadinas
A Federação de Futebol de São Vicente e Granadinas (em inglês: St. Vincent and The Grenadines Football Federation, ou SVGFF) é o orgão dirigente do futebol em São Vicente e Granadinas. Ela é a responsável pela organização dos campeonatos disputados no país, bem como da Seleção Nacional.